# インソムニアックゲームズ
インソムニアックゲームズ（英: Insomniac Games, Inc.）は、カリフォルニア州のバーバンクに拠点を置くアメリカのビデオゲーム開発会社。ソニー・インタラクティブエンタテインメント（SIE）の子会社で、PlayStationプラットフォーム向けゲームソフトウェアの開発を行うPlayStation Studiosの一つである。

## 概要
1994年に設立され、以後数々のゲームを世に送り出す。「インソムニアック（Insomniac）」は「不眠症の」という意味。
1998年に、ユニバーサル インタラクティブ スタジオ制作、ソニー・コンピュータエンタテインメント発売のゲーム『スパイロ・ザ・ドラゴン』（Spyro the Dragon）を開発する。米国を中心にヒットした本作はシリーズ化され、後に発売された2作目、3作目の開発を担当する。3作目の日本国内版が発売されることはなかった。その後スパイロシリーズの版権がアクティビジョン・ブリザードに変わったため、3作目を最後にインソムニアックゲームズはスパイロシリーズに関わっていない。
2002年、サーニーゲームズ社とノーティドッグ社の協力で、PlayStation 2用ゲーム『ラチェット&クランク』（Ratchet & Clank）を開発。本作は日米ともにヒットし、以後シリーズ化。2作目、3作目、4作目と2005年まで1年おきのペースで新作を発表していく。
2003年に元社員がハイインパクトゲームズ（High Impact Games）という会社を設立した。主にハイインパクトゲームズはラチェット&クランクシリーズのPlayStation Portable向けソフトの開発を担当。
2006年にはプラットフォームをPlayStation 3へ移し、ローンチタイトルとして『RESISTANCE〜人類没落の日〜』を手掛け、再び注目を集める。翌2007年、同じくPlayStation 3用のゲームとして『ラチェット&クランク FUTURE』を開発し、その後も1年に1作品以上のペースでPlayStation 3向けのタイトルを開発している。
2019年8月20日、ソニー・インタラクティブエンタテインメント（SIE）がインソムニアックゲームズを買収すると発表。SIEワールドワイド・スタジオの一員となった。買収額は2億2900万ドル（約250億円）。
2023年12月19日、ランサムウェアによるハッキングの被害を受けゲーム開発の予算情報、2035年まで「X-MEN」関連のプレイステーション独占契約といった内部情報が流出したことが報じられた。

## ノーティードッグとの関連
同じくアメリカのゲーム開発会社であるノーティードッグ（Naughty Dog）とは、古くから親交が深いことで有名である。『スパイロ×スパークス』の体験版がノーティドッグ開発の『クラッシュ・バンディクー レーシング』に収録されたことを皮切りに、後に発売されたラチェット&クランクシリーズとノーティドッグのジャック×ダクスターシリーズではクロスオーバー的要素が所々に見られる。

## 開発タイトル
| 発売年 | タイトル                                                  | 原題                                         | プラットフォーム             | 備考       |
| ------ | --------------------------------------------------------- | -------------------------------------------- | ---------------------------- | ---------- |
| 1996年 | ディスラプター                                            | Disruptor                                    | PlayStation                  |            |
| 1998年 | スパイロ・ザ・ドラゴン                                    | Spyro the Dragon                             | PlayStation                  |            |
| 1999年 | スパイロ×スパークス トンでもツアーズ                      | Spyro 2: Ripto's Rage!                       | PlayStation                  |            |
| 2000年 | Spyro: Year of the Dragon                                 | Spyro: Year of the Dragon                    | PlayStation                  | 日本未発売 |
| 2002年 | ラチェット&クランク                                       | Ratchet & Clank                              | PlayStation 2                |            |
| 2003年 | ラチェット&クランク2 ガガガ!銀河のコマンドーっす          | Ratchet & Clank: Going Commando              | PlayStation 2                |            |
| 2004年 | ラチェット&クランク3 突撃!ガラクチック★レンジャーズ       | Ratchet & Clank: Up Your Arsenal             | PlayStation 2                |            |
| 2005年 | ラチェット&クランク4th ギリギリ銀河のギガバトル           | Ratchet: Deadlocked                          | PlayStation 2                |            |
| 2006年 | RESISTANCE〜人類没落の日〜                                | Resistance: Fall of Man                      | PlayStation 3                |            |
| 2007年 | ラチェット&クランク FUTURE                                | Ratchet & Clank Future: Tools of Destruction | PlayStation 3                |            |
| 2008年 | ラチェット&クランク FUTURE外伝 海賊ダークウォーターの秘宝 | Ratchet & Clank Future: Quest for Booty      | PlayStation 3                |            |
| 2008年 | RESISTANCE2                                               | Resistance 2                                 | PlayStation 3                |            |
| 2009年 | ラチェット&クランク FUTURE2                               | Ratchet and Clank Future: A Crack in Time    | PlayStation 3                |            |
| 2010年 | RESISTANCE 3                                              | Resistance 3                                 | PlayStation 3                |            |
| 2011年 | ラチェット&クランク オールフォーワン                      | Ratchet and Clank: All 4 One                 | PlayStation 3                |            |
| 2013年 | Fuse                                                      |                                              | PlayStation 3、Xbox 360      | 日本未発売 |
| 2014年 | Sunset Overdrive                                          |                                              | Xbox One                     |            |
| 2016年 | ラチェット&クランク THE GAME                              | Ratchet & Clank                              | PlayStation 4                |            |
| 2018年 | Marvel's Spider-Man                                       | Marvel's SPIDER-MAN                          | PlayStation 4                |            |
| 2020年 | Marvel's Spider-Man:Miles Morales                         |                                              | PlayStation 5、PlayStation 4 |            |
| 2021年 | ラチェット&クランク パラレル・トラブル                    | Ratchet & Clank: Rift Apart                  | PlayStation 5                |            |
| 2023年 | Marvel's Spider-Man 2                                     |                                              | PlayStation 5                |            |
| TBA    | Marvel's Wolverine                                        |                                              |                              |            |